# Siekierzyce (obwód miński)
Siekierzyce (biał. Сякерычы, Siakieryczy; ros. Секеричи, Siekiericzi) – agromiasteczko na Białorusi, w obwodzie mińskim, w rejonie kleckim, w sielsowiecie Zubki. Od południa graniczy z Kleckiem.

## Historia
W XIX i w początkach XX w. położone były w Rosji, w guberni mińskiej, w powiecie słuckim, w gminie Kleck. Należały do Radziwiłłów.
W dwudziestoleciu międzywojennym wieś i zaścianek leżące w Polsce, w województwie nowogródzkim, w powiecie nieświeskim, w gminie Kleck. W 1921 wieś liczyła 386 mieszkańców, zamieszkałych w 74 budynkach, w tym 360 Polaków i 26 Białorusinów. 384 mieszkańców było wyznania prawosławnego i 2 rzymskokatolickiego. Zaścianek liczył zaś 77 mieszkańców, zamieszkałych w 13 budynkach, wyłącznie Polaków. 59 mieszkańców było wyznania rzymskokatolickiego i 18 prawosławnego.
Po II wojnie światowej w granicach Związku Sowieckiego. Od 1991 w niepodległej Białorusi.